# Jack McKeon
Pour les articles homonymes, voir John McKeon et McKeon.
John Aloysius McKeon (né le 23 novembre 1930 à South Amboy, New Jersey, États-Unis) était le manager des Marlins de la Floride de la Ligue majeure de baseball.
Il est à 80 ans le manager le plus âgé à diriger une équipe de la MLB après Connie Mack.

## Carrière

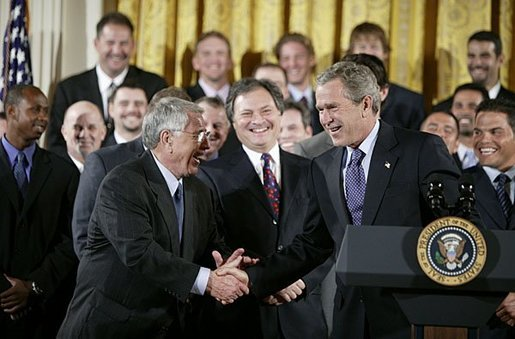
Jack McKeon (à gauche) aux côtés de Jeffrey Loria et George W. Bush le 23 janvier 2004.

Jack McKeon est nommé manager de l'année dans la Ligue nationale à deux reprises : avec les Reds de Cincinnati en 1999 et les Marlins de la Floride en 2003.
Il mène les Marlins à leur deuxième conquête de la Série mondiale en 2003, l'équipe battant en finale les Yankees de New York.
Le 20 juin 2011, McKeon est nommé gérant des Marlins, près de six ans après la fin de son premier passage à la barre de l'équipe. Il succède à Brandon Hyde, qui avait dirigé l'équipe pour une partie après la démission surprise, le 19 juin, de Edwin Rodriguez. McKeon hérite d'une équipe ayant subi la défaite à ses 10 derniers matchs. McKeon, 80 ans, devient le deuxième manager le plus âgé à diriger un club des Ligues majeures après Connie Mack, qui avait 87 ans à sa dernière saison chez les Athletics de Philadelphie. À trois jours de la fin de la saison 2011, McKeon annonce qu'il prend sa retraite et ne reviendra pas avec les Marlins en 2012. Cette annonce coïncide avec l'annonce de l'embauche d'Ozzie Guillén comme manager pour 2012. Les Marlins prennent le dernier rang de leur division en 2011 et encaissent 50 défaites en 90 matchs sous la direction de McKeon.